# 찰스 크레이그

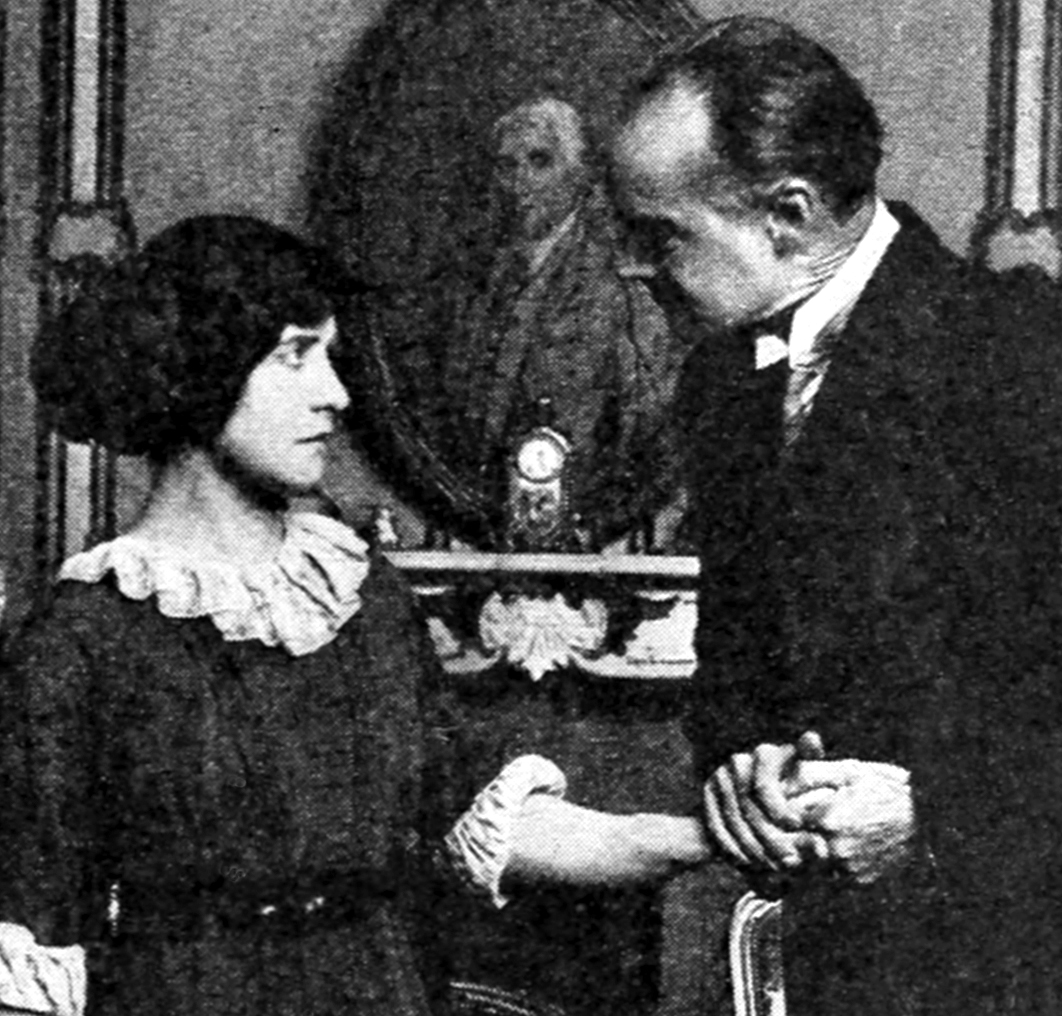

찰스 크레이그(Charles Craig, 1877년 8월 13일 ~ 1972년 5월)는 미국의 배우, 영화배우이다.
뉴욕주에서 태어났으며 오하이오주에서 사망하였다.

## 영화
- 메이저 리그의 꿈 (1982년)
- 살아있는 시체들의 밤 (1968년) - 뉴스캐스터 / 좀비 역
- 벨마 (1953년)